# 미가도시락
미가도시락(味家도시락)은 대한민국의 단체 도시락 전문 업체이다. 1991년에 설립되었다. 일본 유수의 도시락 체인업체인 본가(本家) 가마도야와의 기술제휴로 국내에 설립되었다. 2010년 6월 기준으로 종로점, 목동점을 비롯한 서울 및 수도권에 지점이 있고, 영남권에 미가도시락 부산지사와 부산 구포점을 비롯한 10개 지점이 있다.

## 특징
체육대회, 야유회, 단합대회 등 단체행사에 필요한 도시락을 전문적으로 만들어 배달한다. 포장 방식이 아닌 배달을 전문으로 한다.